# José van Veen (honkballer)
José van Veen (Rotterdam, 26 mei 1961) is voormalig Nederlands honkballer.
Van Veen kwam, nadat ze jaren softbal had gespeeld, uit als honkballer en nam als international deel aan de wereldkampioenschappen die gehouden werden in Venezuela van 12 tot 22 augustus 2010. Ze kwam uit als werper en eerste honkman. Als honkballer kwam ze uit bij het damesteam Pink Panthers en HSV Zwijndrecht. Later keerde ze terug naar haar eerste club Neptunus uit Rotterdam waar ze destijds begon als softballer. Bij haar vereniging is ze nog actief als vertrouwenspersoon